# 1942 (joc video)
1942 este un joc video creat de Capcom, lansat in 1984 pentru arcade. A fost primul joc din seria 19xx. A fost urmat de 1943: The Battle of Midway.